# 2e étape du Tour de France 2006
La 2e étape du Tour de France a eu lieu le 3 juillet 2006 entre Obernai en Alsace et Esch-sur-Alzette au Luxembourg. Le parcours s'est effectué en 228,5 km.

## Profil de l'étape
La deuxième étape de ce Tour de France est la première à s'arrêter à l'étranger (Luxembourg). L'étape compte :
- Cinq ascensions

1. Le col des Pandours (7,8 km à 4,1 %, 3e catégorie) à 662 m d'altitude ;
2. Le col du Valsberg (3,6 km à 5,2 %, 3e catégorie) à 652 m d'altitude ;
3. La côte de Kédange-sur-Canner (1,2 km à 5,9 %, 4e catégorie) à 253 m d'altitude ;
4. La côte de Kanfen (1,9 km à 4,5 %, 4e catégorie) à 325 m d'altitude ;
5. La côte de Volmerange les-Mines (1,4 km à 6,5 %, 4e catégorie) à 410 m d'altitude.

- Trois sprints

1. Au kilomètre 107 à Marimont-lès-Bénestroff ;
2. Au kilomètre 169,5 à Holling ;
3. Au kilomètre 198,5 à Yutz.

Le ravitaillement se fera au kilomètre 120 à Morhange.
L'étape quittera le Bas-Rhin, pour la Moselle au kilomètre 50, l'entrée au Luxembourg se fera elle au kilomètre 218.

## Récit
Après un kilomètre de course, l'Espagnol Aitor Hernández de l'Euskaltel-Euskadi s'échappe du peloton. Il est rejoint au 4e kilomètre par son compatriote David de la Fuente de Saunier Duval-Prodir. Les deux coureurs parviennent à rester en tête de course pendant tout le long de l'étape, comptant près de 7 minutes d'avance au mieux de leur échappée. Hernandez était repris au 197e kilomètre tandis que De la Fuente, pour sa première participation au Tour de France, comptait encore 1 min 50 s d'avance.
La poursuite fut lancée par l'Allemand Fabian Wegmann de l'équipe Gerolsteiner en course pour le maillot à pois, suivi du Français Laurent Lefèvre (Bouygues Telecom), du Belge Philippe Gilbert (La Française des jeux) et de l'Espagnol Gorka Verdugo (Euskaltel-Euskadi). Ces trois derniers seront repris, puis ce fut le tour de Fabian Wegmann d'être repris à 7 km de l'arrivée. L'Allemand Matthias Kessler de T-Mobile, parvenait à sortir du peloton et comptait une quinzaine de secondes d'avance à 2 km de l'arrivée, juste avant qu'une chute ne ralentisse le peloton. Malgré cela, il était repris à quelques mètres de la ligne d'arrivée et c'est au sprint que se joue le final de la course.
L'Australien Robbie McEwen de l'équipe Davitamon-Lotto parvient à l'emporter, signant ainsi sa neuvième victoire d'étape au Tour de France. Il devance le Belge Tom Boonen de l'équipe Quick Step-Innergetic et le Norvégien Thor Hushovd de l'équipe Crédit agricole, qui récupère le maillot jaune grâce à un sprint de bonification qui lui permet de reprendre quelques secondes d'avance.

## Résultats

### Sprints
| Sprint intermédiaire de Marimont-lès-Bénestroff (km 107) | Sprint intermédiaire de Marimont-lès-Bénestroff (km 107) | Sprint intermédiaire de Marimont-lès-Bénestroff (km 107) | Sprint intermédiaire de Marimont-lès-Bénestroff (km 107) | Sprint intermédiaire de Marimont-lès-Bénestroff (km 107) |
| -------------------------------------------------------- | -------------------------------------------------------- | -------------------------------------------------------- | -------------------------------------------------------- | -------------------------------------------------------- |
|                                                          | Coureur                                                  | Pays                                                     | Équipe                                                   | Point(s)                                                 |
| 1er                                                      | David de la Fuente                                       | ESP                                                      |                                                          | 6                                                        |
| 2e                                                       | Aitor Hernández                                          | ESP                                                      |                                                          | 4                                                        |
| 3e                                                       | Tom Boonen                                               | BEL                                                      |                                                          | 2                                                        |
| modifier                                                 |                                                          |                                                          |                                                          |                                                          |

| Sprint intermédiaire de Holling (km 168.5) | Sprint intermédiaire de Holling (km 168.5) | Sprint intermédiaire de Holling (km 168.5) | Sprint intermédiaire de Holling (km 168.5) | Sprint intermédiaire de Holling (km 168.5) |
| ------------------------------------------ | ------------------------------------------ | ------------------------------------------ | ------------------------------------------ | ------------------------------------------ |
|                                            | Coureur                                    | Pays                                       | Équipe                                     | Point(s)                                   |
| 1er                                        | David de la Fuente                         | ESP                                        |                                            | 6                                          |
| 2e                                         | Aitor Hernández                            | ESP                                        |                                            | 4                                          |
| 3e                                         | Thor Hushovd                               | NOR                                        |                                            | 2                                          |
| modifier                                   |                                            |                                            |                                            |                                            |

| Sprint intermédiaire de Yutz (km 198.5) | Sprint intermédiaire de Yutz (km 198.5) | Sprint intermédiaire de Yutz (km 198.5) | Sprint intermédiaire de Yutz (km 198.5) | Sprint intermédiaire de Yutz (km 198.5) |
| --------------------------------------- | --------------------------------------- | --------------------------------------- | --------------------------------------- | --------------------------------------- |
|                                         | Coureur                                 | Pays                                    | Équipe                                  | Point(s)                                |
| 1er                                     | David de la Fuente                      | ESP                                     |                                         | 6                                       |
| 2e                                      | Tom Boonen                              | BEL                                     |                                         | 4                                       |
| 3e                                      | Thor Hushovd                            | NOR                                     |                                         | 2                                       |
| modifier                                |                                         |                                         |                                         |                                         |

### Cols et côtes
| 1. Col des Pandours, 3e catégorie (km 35.5) | 1. Col des Pandours, 3e catégorie (km 35.5) | 1. Col des Pandours, 3e catégorie (km 35.5) | 1. Col des Pandours, 3e catégorie (km 35.5) | 1. Col des Pandours, 3e catégorie (km 35.5) |
| ------------------------------------------- | ------------------------------------------- | ------------------------------------------- | ------------------------------------------- | ------------------------------------------- |
|                                             | Coureur                                     | Pays                                        | Équipe                                      | Point(s)                                    |
| 1er                                         | Aitor Hernández                             | ESP                                         |                                             | 4                                           |
| 2e                                          | David de la Fuente                          | ESP                                         |                                             | 3                                           |
| 3e                                          | Fabian Wegmann                              | GER                                         |                                             | 2                                           |
| 4e                                          | Jérôme Pineau                               | FRA                                         |                                             | 1                                           |
| modifier                                    |                                             |                                             |                                             |                                             |

| 2. Col de Valsberg, 3e catégorie (km 50) | 2. Col de Valsberg, 3e catégorie (km 50) | 2. Col de Valsberg, 3e catégorie (km 50) | 2. Col de Valsberg, 3e catégorie (km 50) | 2. Col de Valsberg, 3e catégorie (km 50) |
| ---------------------------------------- | ---------------------------------------- | ---------------------------------------- | ---------------------------------------- | ---------------------------------------- |
|                                          | Coureur                                  | Pays                                     | Équipe                                   | Point(s)                                 |
| 1er                                      | Aitor Hernández                          | ESP                                      |                                          | 4                                        |
| 2e                                       | David de la Fuente                       | ESP                                      |                                          | 3                                        |
| 3e                                       | Jérôme Pineau                            | FRA                                      |                                          | 2                                        |
| 4e                                       | Fabian Wegmann                           | GER                                      |                                          | 1                                        |
| modifier                                 |                                          |                                          |                                          |                                          |

| 3. Côte de Kédange-sur-Kanner, 4e catégorie (km 187.5) | 3. Côte de Kédange-sur-Kanner, 4e catégorie (km 187.5) | 3. Côte de Kédange-sur-Kanner, 4e catégorie (km 187.5) | 3. Côte de Kédange-sur-Kanner, 4e catégorie (km 187.5) | 3. Côte de Kédange-sur-Kanner, 4e catégorie (km 187.5) |
| ------------------------------------------------------ | ------------------------------------------------------ | ------------------------------------------------------ | ------------------------------------------------------ | ------------------------------------------------------ |
|                                                        | Coureur                                                | Pays                                                   | Équipe                                                 | Point(s)                                               |
| 1er                                                    | David de la Fuente                                     | ESP                                                    |                                                        | 3                                                      |
| 2e                                                     | Aitor Hernández                                        | ESP                                                    |                                                        | 2                                                      |
| 3e                                                     | Fabian Wegmann                                         | GER                                                    |                                                        | 1                                                      |
| modifier                                               |                                                        |                                                        |                                                        |                                                        |

| 4. Côte de Kanfen, 4e catégorie (km 212.5) | 4. Côte de Kanfen, 4e catégorie (km 212.5) | 4. Côte de Kanfen, 4e catégorie (km 212.5) | 4. Côte de Kanfen, 4e catégorie (km 212.5) | 4. Côte de Kanfen, 4e catégorie (km 212.5) |
| ------------------------------------------ | ------------------------------------------ | ------------------------------------------ | ------------------------------------------ | ------------------------------------------ |
|                                            | Coureur                                    | Pays                                       | Équipe                                     | Point(s)                                   |
| 1er                                        | David de la Fuente                         | ESP                                        |                                            | 3                                          |
| 2e                                         | Fabian Wegmann                             | GER                                        |                                            | 2                                          |
| 3e                                         | Laurent Lefèvre                            | FRA                                        |                                            | 1                                          |
| modifier                                   |                                            |                                            |                                            |                                            |

| 5. Côte de Volmerange-les-Mines, 4e catégorie (km 215) | 5. Côte de Volmerange-les-Mines, 4e catégorie (km 215) | 5. Côte de Volmerange-les-Mines, 4e catégorie (km 215) | 5. Côte de Volmerange-les-Mines, 4e catégorie (km 215) | 5. Côte de Volmerange-les-Mines, 4e catégorie (km 215) |
| ------------------------------------------------------ | ------------------------------------------------------ | ------------------------------------------------------ | ------------------------------------------------------ | ------------------------------------------------------ |
|                                                        | Coureur                                                | Pays                                                   | Équipe                                                 | Point(s)                                               |
| 1er                                                    | Fabian Wegmann                                         | GER                                                    |                                                        | 3                                                      |
| 2e                                                     | David de la Fuente                                     | ESP                                                    |                                                        | 2                                                      |
| 3e                                                     | Laurent Lefèvre                                        | FRA                                                    |                                                        | 1                                                      |
| modifier                                               |                                                        |                                                        |                                                        |                                                        |

### Classement de l'étape
| Classement de la 1re étape | Classement de la 1re étape | Classement de la 1re étape | Classement de la 1re étape | Classement de la 1re étape |
|                            | Coureur                    | Pays                       | Équipe                     | Temps                      |
| -------------------------- | -------------------------- | -------------------------- | -------------------------- | -------------------------- |
| 1er                        | Robbie McEwen              | AUS                        | Davitamon-Lotto            | en 5 h 36 min 14 s         |
| 2e                         | Tom Boonen                 | BEL                        | Quick Step-Innergetic      | m.t                        |
| 3e                         | Thor Hushovd               | NOR                        | Crédit agricole            | m.t                        |
| 4e                         | Óscar Freire               | ESP                        | Rabobank                   | m.t                        |
| 5e                         | Daniele Bennati            | ITA                        | Lampre                     | m.t                        |
| 6e                         | Luca Paolini               | ITA                        | Liquigas                   | m.t                        |
| 7e                         | Stuart O'Grady             | AUS                        | CSC                        | m.t                        |
| 8e                         | Bernhard Eisel             | AUT                        | La Française des jeux      | m.t                        |
| 9e                         | Erik Zabel                 | GER                        | Milram                     | m.t                        |
| 10e                        | Peter Wrolich              | AUT                        | Gerolsteiner               | m.t                        |
| modifier                   |                            |                            |                            |                            |

- Prix de la combativité : David de la Fuente  Espagne

## Classements à l'issue de l'étape

### Classement général
| Classement général à la 2e étape | Classement général à la 2e étape | Classement général à la 2e étape | Classement général à la 2e étape | Classement général à la 2e étape |
|                                  | Coureur                          | Pays                             | Équipe                           | Temps                            |
| -------------------------------- | -------------------------------- | -------------------------------- | -------------------------------- | -------------------------------- |
| 1er                              | Thor Hushovd                     | NOR                              | Crédit agricole                  | en 9 h 54 min 19 s               |
| 2e                               | Tom Boonen                       | BEL                              | Quick Step-Innergetic            | + 5 s                            |
| 3e                               | Robbie McEwen                    | AUS                              | Davitamon-Lotto                  | + 8 s                            |
| 4e                               | George Hincapie                  | USA                              | Discovery Channel                | + 10 s                           |
| 5e                               | David Zabriskie                  | USA                              | CSC                              | + 16 s                           |
| 6e                               | Sebastian Lang                   | GER                              | Gerolsteiner                     | + 16 s                           |
| 7e                               | Alejandro Valverde               | ESP                              | Caisse d'Épargne-Illes Balears   | + 16 s                           |
| 8e                               | Stuart O'Grady                   | AUS                              | CSC                              | + 16 s                           |
| 9e                               | Michael Rogers                   | AUS                              | T-Mobile                         | + 18 s                           |
| 10e                              | Paolo Savoldelli                 | ITA                              | Discovery Channel                | + 20 s                           |
| modifier                         |                                  |                                  |                                  |                                  |

### Classement par points
| Classement par points | Classement par points | Classement par points | Classement par points | Classement par points |
| --------------------- | --------------------- | --------------------- | --------------------- | --------------------- |
|                       | Coureur               | Pays                  | Équipe                | Point(s)              |
| 1er                   | Robbie McEwen         | AUS                   | Cofidis               | 65 points             |
| 2e                    | Thor Hushovd          | NOR                   | Crédit agricole       | 62 pts                |
| 3e                    | Tom Boonen            | BEL                   | Quick Step-Innergetic | 49 pts                |
| modifier              |                       |                       |                       |                       |

### Classement du meilleur grimpeur
| Classement du meilleur grimpeur | Classement du meilleur grimpeur | Classement du meilleur grimpeur | Classement du meilleur grimpeur | Classement du meilleur grimpeur |
| ------------------------------- | ------------------------------- | ------------------------------- | ------------------------------- | ------------------------------- |
|                                 | Coureur                         | Pays                            | Équipe                          | Point(s)                        |
| 1er                             | David de la Fuente              | ESP                             | Saunier Duval-Prodir            | 14 points                       |
| 2e                              | Fabian Wegmann                  | GER                             | Gerolsteiner                    | 12 pts                          |
| 3e                              | Aitor Hernandez                 | ESP                             | Euskaltel-Euskadi               | 10 pts                          |
| modifier                        |                                 |                                 |                                 |                                 |

### Classement du meilleur jeune
| Classement général du meilleur jeune | Classement général du meilleur jeune | Classement général du meilleur jeune | Classement général du meilleur jeune | Classement général du meilleur jeune |
|                                      | Coureur                              | Pays                                 | Équipe                               | Temps                                |
| ------------------------------------ | ------------------------------------ | ------------------------------------ | ------------------------------------ | ------------------------------------ |
| 1er                                  | Benoît Vaugrenard                    | FRA                                  | La Française des jeux                | en 9 h 54 min 40 s                   |
| 2e                                   | Joost Posthuma                       | NED                                  | Rabobank                             | + 7 s                                |
| 3e                                   | Markus Fothen                        | GER                                  | Gerolsteiner                         | + 9 s                                |
| modifier                             |                                      |                                      |                                      |                                      |

### Classement par équipes
| Classement par équipes | Classement par équipes | Classement par équipes | Classement par équipes |
|                        | Équipe                 | Pays                   | Temps                  |
| ---------------------- | ---------------------- | ---------------------- | ---------------------- |
| 1re                    | Discovery Channel      | États-Unis             | en 29 h 43 min 58 s    |
| 2e                     | CSC                    | Danemark               | + 1 s                  |
| 3e                     | T-Mobile               | Allemagne              | + 7 s                  |
| modifier               |                        |                        |                        |